# 深圳市人民代表大会常务委员会
深圳市人民代表大会常务委员会（简称深圳市人大常委会）是中华人民共和国广东省深圳市地方国家权力机关深圳市人民代表大会的常设机关，对深圳市人民代表大会负责并报告工作。

## 职权
根据《中华人民共和国宪法》第三章第五节和《中华人民共和国地方各级人民代表大会和地方各级人民政府组织法》第三章第四十四条，深圳市人民代表大会常务委员会依法行使下列职权：
1. 在深圳市，保证宪法、法律、行政法规和上级人民代表大会及其常务委员会决议的遵守和执行；
2. 领导或者主持深圳市人民代表大会代表的选举；
3. 召集深圳市人民代表大会会议；
4. 讨论、决定深圳市的政治、经济、教育、科学、文化、卫生、环境和资源保护、民政、民族等工作的重大事项；
5. 根据深圳市人民政府的建议，决定对深圳市的国民经济和社会发展计划、预算的部分变更；
6. 监督深圳市人民政府、深圳市中级人民法院和深圳市人民检察院的工作，联系深圳市人民代表大会代表，受理人民群众对上述机关和国家工作人员的申诉和意见；
7. 撤销下一级人民代表大会及其常务委员会的不适当的决议；
8. 撤销深圳市人民政府的不适当的决定和命令；
9. 在深圳市人民代表大会闭会期间，决定深圳市副市长的个别任免；在深圳市市长和深圳市中级人民法院院长、深圳市人民检察院检察长因故不能担任职务的时候，从深圳市人民政府、深圳市中级人民法院、深圳市人民检察院副职领导人员中决定代理的人选；决定代理检察长，须报广东省人民检察院和广东省人民代表大会常务委员会备案；
10. 根据深圳市市长的提名，决定深圳市人民政府秘书长、厅长、局长、委员会主任、科长的任免，报广东省人民政府备案；
11. 按照人民法院组织法和人民检察院组织法的规定，任免人民法院副院长、庭长、副庭长、审判委员会委员、审判员，任免人民检察院副检察长、检察委员会委员、检察员，批准任免下一级人民检察院检察长；
12. 在深圳市人民代表大会闭会期间，决定撤销个别副市长的职务；决定撤销由它任命的深圳市人民政府其他组成人员和人民法院副院长、庭长、副庭长、审判委员会委员、审判员，人民检察院副检察长、检察委员会委员、检察员，中级人民法院院长，人民检察院分院检察长的职务；
13. 在深圳市人民代表大会闭会期间，补选广东省人民代表大会出缺的代表和罢免个别代表；
14. 决定授予地方的荣誉称号。

## 组织机构

### 代表资格审查委员会
代表资格审查委员会的主任委员、副主任委员和委员的人选，由常务委员会主任会议在常务委员会组成人员中提名，常务委员会会议通过。代表资格审查委员会审查代表的选举是否符合法律规定。
- 主任委员：高自民
- 副主任委员：汤暑葵、王京东

### 办公厅
市人大常委会办公厅是常委会的办事机构。
内设秘书处、行政接待处、机关党委（人事处）、综合处、信息化管理处。
- 秘书长、办公厅主任、机关党组书记：汤暑葵
- 副秘书长：黄漫娥、张莉、侯君荣、李丁文
- 办公厅副主任：陈利民、贡志国

### 法制委员会
- 主任：周荣生
- 副主任：王晓东、林正茂

### 计划预算委员会
- 主任：戴毅
- 副主任：张德宏

### 监察和司法工作委员会
- 主任：任彤
- 副主任：李玉祥
- 委员：（按姓名笔划顺序排列）

丁南、王为理、方成群、刘晓娜、孙小荔、吴立民、张素芬、陈锦花、林文清、罗洲平、郑金雄、胡宇舟、黄毅、梁光伟、曾少贵、詹美清 、蔡巧玉、操轶

### 经济工作委员会
- 主任：何锐军
- 副主任：冯钟
- 委员：（按姓名笔划顺序排列）

丁秋实、王志栋、王伟明、叶小杭、朱连根、向隽、许建洲、李强、李建齐、吴光胜、何如、张弦、陈炳强、柳红海、袁平、徐革、曹建社、蒙锡、韩香南

### 城市建设和环境资源保护工作委员会
- 主任：刘初汉
- 副主任：卢旭阳
- 委员：（按姓名笔划顺序排列）

车秀珍、方洪杰、叶青、朱闻博、江汉、杜红、李志平、李海建、吴刘菊兰、陈祥发、赵振业、查晓斌、顾新、熊永强、乔德卫、何昉、胡茂伟、彭鹏、谢鹏程、韩德宏

### 教育科学文化卫生工作委员会
- 主任：孙福金
- 副主任：欧阳忠淦
- 委员：（按姓名笔划顺序排列）

王老豹、田洪明、汤佳宏、李胜飞、肖永坚、吴忠、邱晨、张华、张海山、陈少忠、陈寅、陈湘波、林怿昊、周晓梅、赵立、袁亚康、黄金城、崔学鸿、嵇世山、廖志仁

### 外事侨务工作委员会
- 主任：任国明
- 委员：（按姓名笔划顺序排列）

马楚力、区绮文、文焕、卢金湧、叶家嘉、刘红英、刘晓燕、张祥解、陈成就、陈楠生、林玉堂、林重成、赵艳娥、黄士轩、黄斌、萧燕珍、舒卫东、蔡博生、潘磊 	 	

### 社会建设委员会
- 主任：王虎善
- 副主任：蒋勇
- 委员：（按姓名笔划顺序排列）

王梅、甘照寰、李蓉蓉、张育彪、张毅、陈行甲、陈金祖、陈勇、陈鹏、林海东、周林刚、郑为民、房涛、费英英、骆泓蕖、徐道稳、凌冲、高颖、郭晓民、梁真、蒋兴华、熊莹、魏俊、张振、倪赤丹

### 选举联络人事任免工作委员会
- 主任：王京东
- 副主任：杨云彪
- 委员：（按姓名笔划顺序排列）

马群涛、王继良、王跃平、文建锋、朱亚萍、刘铁榜、严明、李一坚、李继朝、李献荣、杨勤、杨爽、陈佩瑜、林良浩、林杰三、罗丽娟、周子友、黄瑞儒

## 第七届常务委员会（任期2021年－）
- 主任：骆文智（—2024年2月）、戴运龙（2024年2月—）
- 副主任：鲁毅、高自民、蒋宇扬、彭海斌（—2024年2月）、裴蕾（女）、高圣元（2024年2月—）
- 秘书长：汤暑葵
- 委员：王坚、王宏、王虎善、王京东、王晓东、毛伍元、叶青（女）、冯艳玲（女）、朱闻博、任彤（女）、任国明、刘初汉、刘晓春、孙福金、杨云彪、杨志华、邱宣（女）、何锐军、张丽杰（女）、张春华、张清明、陈新亮、林良浩、林梓明、林慧（女）、罗来金、周红梅（女）、周荣生、郑春雨、费英英（女）、袁志雄、聂国辉、涂欢（女）、黄漫娥（女）、梅浩、彭迎九（女）、曾玉芳（女）、曾乐非、谢永林、蔡立（女）、蔡建光、谭刚、薛其坤、戴毅

## 第六届常务委员会（任期2015年－2021年）[1]
- 主任：丘海（—2019年1月）、骆文智（2019年1月—）
- 副主任：罗莉（女）、蒋宇扬、刘恩（女）（—2019年1月）、高振怀（—2018年8月）、乔家华（—2019年8月）、贺海涛（2019年1月—）、彭海斌（2019年1月—）、裴蕾（女）（2020年1月—）
- 秘书长：石岗
- 委员：于宁（女）、王苏生、王海鸿、王薇（女）、叶青（女）、任彤（女）、庄创裕、刘渤、刘曙光、孙迎彤、孙湧、李荣强、吴忠、何如、何杰、张丽杰（女）、张素芬（女）、陈伟元、陈泰泉、陈锦花（女）、林良浩、林娜（女）、林慧（女）、罗烈杰、郑学定、聂国辉、聂振光、高云峰、高自民、唐桂阳、黄亚英、黄国强、黄晓鹏、常巨平、梁光伟、傅伦博、蒙锡、蔡巧玉（女）、裴蕾（女）、谭刚、戴毅

## 第五届常务委员会（任期2010年－2015年）[2]
- 主任：刘玉浦（-2013年1月）、白天（2013年1月-届满）
- 副主任：罗莉、及聚声、蒋宇扬、刘军、刘恩、高振怀
- 秘书长：
- 委员：王大平、王传福、王富海、叶青（女） 、庄创裕、孙大卫、李从欣、李建华、吴子俊、何如、何杰、张素芬（女）、陈伟元、陈泰泉、陈涤、陈锦花（女）、林娜（女）、罗烈杰、金依俚（女）、周荣生、南岭 、聂振光、原丽萍（女）、高云峰、郭小慧（女）、黄扬略、黄亚英、常巨平、董国强、傅伦博、樊建平、戴毅 、魏达志

## 第四届常务委员会（任期2005年－2010年）[2]
- 主任：李鸿忠（-2008年4月）、刘玉浦（2008年4月-届满）
- 副主任：庄礼祥、袁汝稳、张建国、邱玫（女）、王新建、汤锦森、李华楠
- 秘书长：袁庆文
- 委员：万安培、王大平、王传福、王富海、叶兴平、冯安群、吕保山、刘庆生、刘朝辉（女）、刘燕（女）、孙大卫、李从欣、李雅生、吴以环（女）、吴忠、吴镝、张育军、陈安仁、陈涤、林源昌、金依俚（女）、翁晓波、郭小慧（女）、黄丽娜（女）、盛斌、彭冠友、董小明、傅伦博、曾柳英（女）、戴羿

## 第三届常务委员会（任期2000年－2005年）[2]
- 主任：张高丽（-2002年3月）、黄丽满（女）（2002年3月7日-届满）
- 副主任：郭荣俊、刘秋容（女）、袁汝稳、李友烈、陈国权、张建国、陈锡桃、张宝琴（女）、宋枝旺
- 秘书长：袁庆文
- 委员：万安培、王及强、王 璞、朱中一、苏伟光、李少梅（女）、 李从欣、吴光华、吴江影（女）、吴炯声、吴镝、张伟基、  张效民、陈美芬（女）、郑健超、胡根忠、徐少春、翁伟芳、黄少良、黄丽娜（女）、龚国祥、崔晓汉、董立坤、程学源、傅伦博、谢惠青、戴羿

## 第二届常务委员会（任期1995年5月－2000年）[2]
- 主任：李海东（－1996年4月）、李广镇（1996年5月－届满）
- 副主任：张中林（－1997年4月）、欧阳杏（－1997年4月）、张余庆、胡政光、刘秋容（女）、梁俊华、郝春民、刘文达（1996年4月－届满）、莫华枢（1997年4月－届满）、刘梦虎（1997年4月－届满）、李友烈 （1999年4月－届满）
- 秘书长：曾清鹏
- 委员：王敏（1997年4月－届满）、王金昌、王及强、李少梅 （女）（1997年4月－届满）、刘恩 （女）（－1997年4月）、吴江影 （女）、吴炯声、吴德立、余彭年、张文祺、张灵汉、张乾光、张合运（－1997年4月）、陈美芬（女）、陈棠颐、宋海（－1997年4月）、何学文（1997年4月－1998年3月）、林剑峰、罗国生、金长安 、夏洪生、翁伟芳、黄佳耿（1996年4月－届满）、曹绍业、谢惠青（1997年4月－届满）、董立坤、廖寿伦、黎顺兰

## 第一届常务委员会（任期1990年12月－1995年5月）[2]
- 主任：厉有为（－1992年4月）、李海东（1992年4月－届满）
- 副主任：林江（－1994年3月）、吴小兰（女）（－1994年3月）、闻贵清（－1994年3月）、姜贵、胡政光、张汉明、欧阳杏（1993年4月－届满）、张中林（1994年3月－届满）、刘秋容（女）（1994年3月－届满）、张余庆（1994年3月－届满）
- 秘书长：古世英
- 委员：王功坚（－1994年3月）、王金昌、包明达 、刘文达、杜婉芬（女）、李友烈、李伟彦（－1994年3月）、李泽沛 （－1994年3月）、吴德立、张文超、张文祺、张灵汉（1994年3月－届满）、陈忠（女）、陈荣光、陈棠颐、罗枢（－1994年3月）、罗国生、周焕东（－1994年3月）、林彬（－1994年3月）、林剑峰（－1994年3月）、郝志学（1992年4月－届满）、钟勒（－1994年3月）徐锡泉、郭贤国、黄国祥、程浩、曾清鹏（1994年3月－届满）、慈尤胤（1994年3月－届满）、廖寿伦（1994年3月－届满）、戴北方（1992年4月－届满）

## 办公场所
深圳市人大常委会的办公地点在深圳市福田区福中三路市民中心A区。